# Lady A
Lady A, tidligere Lady Antebellum, er en amerikansk countrygruppe, der blev dannet i Nashville, Tennessee i 2006. Gruppen består af Hillary Scott (forsanger og baggrundsvokal), Charles Kelley (forsanger, baggrundsvokal og guitar) og Dave Haywood (baggrundsvokal, guitar, klaver, mandolin). Scott er datter af countrysangerinden Linda Davis, og Kelley er bror til popsangeren Josh Kelley.
Gruppen debuterede i 2007 som gæster på sangeren Jim Brickmans single "Never Alone", før de skrev kontrakt med Capitol Nashville. Lady A har udgivet seks studiealbum på Capitol: Lady Antebellum, Need You Now, Own the Night, Golden, 747 og Heart Break, samt et julealbum (On This Winter's Night). De første tre album blev certificeret platin eller højere af Recording Industry Association of America (RIAA). De har haft 16 singler på hitlisterne  Hot Country Songs og Country Airplay, hvoraf de ni har nået nummer ét. Deres største succes var nummeret "Need You Now", som tilbragte fem uger på førstepladsen i 2009. Både "Need You Know" og "Just a Kiss" fra 2011 er nået nummer ét på Adult Contemporary.
Lady A blev nomineret til Top New Duo or Group af Academy of Country Music og New Artist of the Year af Country Music Association i 2008. De blev nomineret til to Grammy Awards ved uddelingen i 2009 og to mere i 2010. De vandt prisen for Best Country Performance by Duo or Group with Vocals med sangen "I Run to You". De blev nomineret til Top Vocal Group, Song of the Year ("Need You Now"), og Single of the Year ("Need You Now") ved ACM Awards den 18. april 2010. De vandt fire priser ved Grammy Awards i 2011, inklusive Song of the Year and Record of the Year med "Need You Now". Lady A modtog også prisen for bedste countryalbum i 2012 ved Grammy Awards. I august 2013 havde gruppen solgt mere end 12,5 millioner digitaler singler og 19 millioner albums i USA.
11. juni 2020 meddelte gruppen, at de officielt forkortede deres navn til Lady A (den betegnelse blev forinden ofte brugt af fans), fordi ordet 'antebellum' ofte forbindes med de amerikanske sydstater før den amerikanske borgerkrig med udbredt slaveri. Efter den protestbølge mod racediskrimination og flere tilfælde af politivold mod afroamerikanere i første halvdel af 2020 fandt gruppen, at navnet kunne være sårende for nogle befolkningsgrupper.

## Diskografi
- Lady Antebellum (2008)
- Need You Now (2010)
- Own the Night (2011)
- On This Winter's Night (2012)
- Golden (2013)
- 747 (2014)
- Heart Break (2017)
- Ocean (2019)